# Bókhali
Bókhali (Mpochali) är en ort i Grekland.   Den ligger i prefekturen Nomós Zakýnthou och regionen Joniska öarna, i den sydvästra delen av landet, 250 km väster om huvudstaden Aten. Bókhali ligger 110 meter över havet och antalet invånare är 876. Den ligger på ön Zakynthos.
Terrängen runt Bókhali är platt åt nordväst, men åt sydväst är den kuperad. Havet är nära Bókhali åt nordost.Runt Bókhali är det tätbefolkat, med 331 invånare per kvadratkilometer. Närmaste större samhälle är Zákynthos, 1,4 km söder om Bókhali. 